# St-Fiacre (Concarneau)

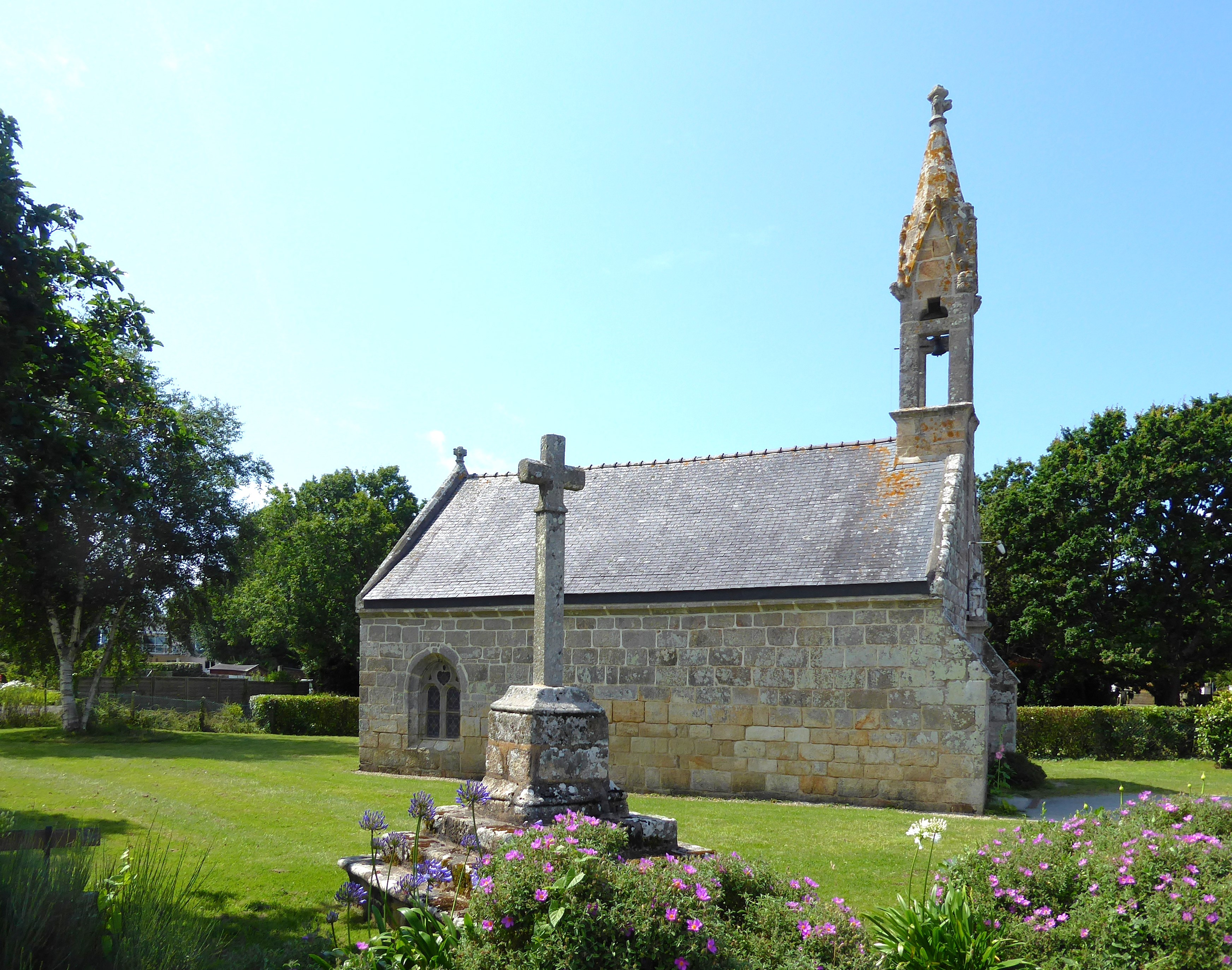
Die Kapelle St-Fiacre in Concarneau mit dem Kreuz von Le Cabellou

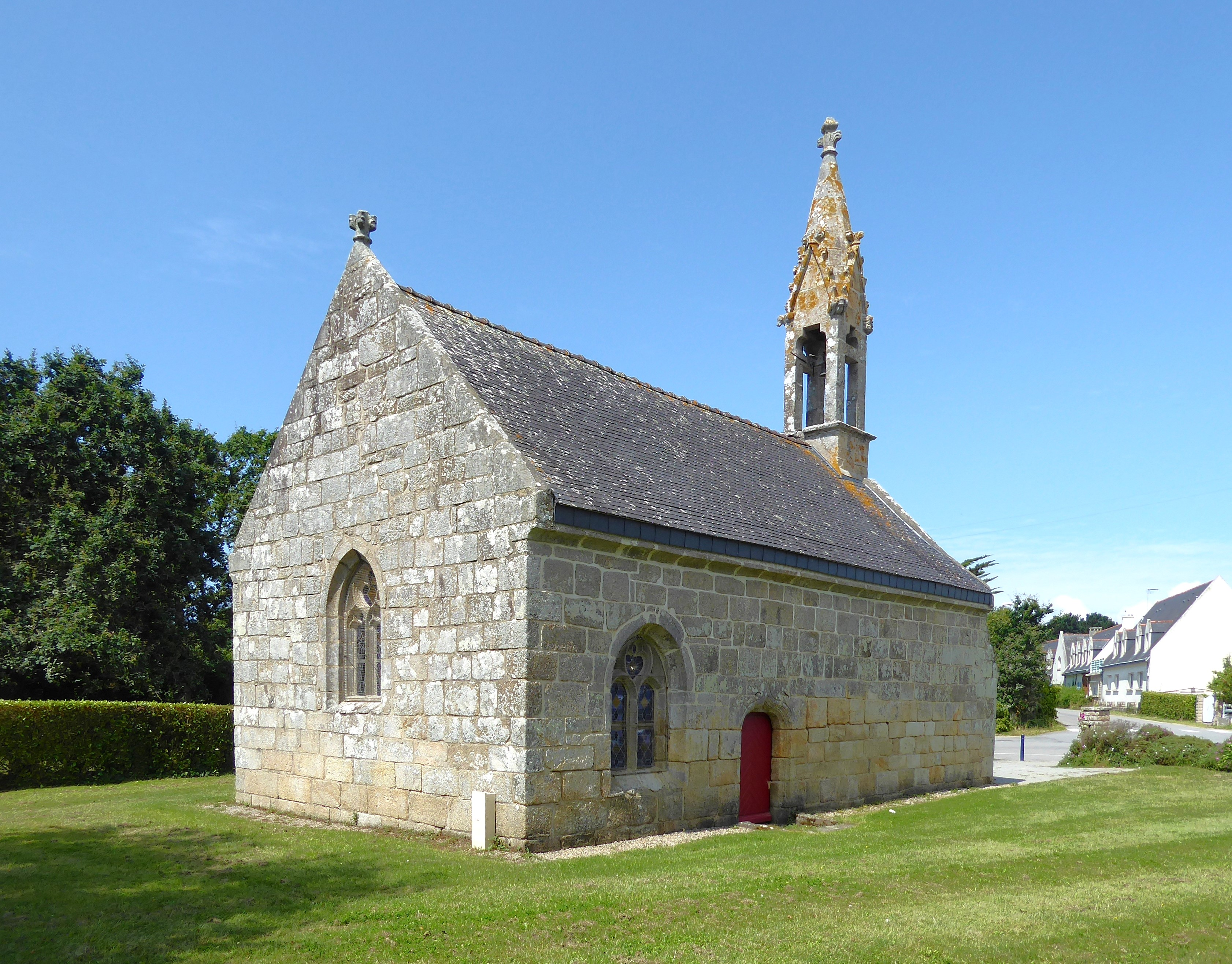
Ansicht von Südosten

St-Fiacre ist eine römisch-katholische Kapelle in Concarneau im Département Finistère in der Bretagne. Die Kapelle befindet sich am südlichen Ortsrand im Stadtteil Le Cabellou direkt am Strand Plage de la Belle Étoile. Das kleine Gotteshaus stellt den erhaltenen Teil einer früher größeren Kirche dar, die sich ursprünglich in Riec-sur-Bélon befunden hatte. Es wurde am heutigen Standort in Concarneau teilweise wieder aufgebaut.

## Beschreibung
Das spätgotische Gotteshaus mit dem Patrozinium der Heiligen Dreifaltigkeit und des heiligen Fiacrius wurde im 16. Jahrhundert in Riec-sur-Bélon errichtet. Im 18. Jahrhundert ermöglichte eine Spende von Gemeindemitgliedern die Restaurierung des Bauwerks. Im Zuge der Französischen Revolution konnte Louis Le Flécher die Kirche aufkaufen und schenkte sie der Pfarrei, um sie zu erhalten. Als Gegenleistung für die Ruhe seiner Seele sollte dort regelmäßig auf ewig eine Messe gefeiert werden. Schließlich konnte das Gebäude nicht erhalten werden, und nach dem Jahr 1905 verfiel das Gotteshaus. 1919 entschloss man sich zum Abriss und möglichen Verkauf des Gebäudes in die Vereinigten Staaten. Dafür wurden die Steine durchnummeriert und in Riec gelagert. 
1925 kaufte der Parlamentarier Charles Leboucq die Steine des Langhauses und den Glockenturm, während Mélanie Rouat das Material des Querhauses aufkaufte, um damit in Riec ihr Restaurant Chez Mélanie zu erweitern. Leboucq ließ in Le Cabellou die Kapelle St-Fiacre rekonstruieren. Der Bau zog sich bis in das Jahr 1936 hin. Während des Zweiten Weltkriegs wurde die Kapelle durch deutsche Truppen als Pferdestall genutzt. 1945 wurde nach Kriegsende wieder der erste Gottesdienst gefeiert. Um das Bauwerk zu erhalten, wurde es 1990 durch lokale Bürger aufgekauft und an die Stadt übergeben. Im Jahr 2002 wurde der Erhalt in eine Stiftung überführt, die seitdem neue Fenster mit modernen Glasmalereien einbauen ließ.